# AMAI
La Asociación Mexicana de Agencias de Investigación de Mercado (AMAI) es el organismo encargado de mantener la transparencia y calidad en la investigación de mercados en México, estableciendo estándares de calidad y de niveles socioeconómicos.

## Historia
Fundada en 1992, la AMAI es una organización independiente de empresas mexicanas que realizan investigación de mercados, opinión y comunicación; cuya finalidad es el establecimiento de normas de calidad y estándares comunes en métodos, técnicas, terminología, criterios de análisis, etc., que estén relacionados con la investigación de mercado en México.
Es una entidad profesional que reúne a la industria mexicana de la investigación, asociando a las principales empresas del sector, quienes generan alrededor de las tres cuartas partes del mercado mexicano.
Desde sus inicios, la AMAI estableció su Código de Ética y los criterios para estandarizar niveles socioeconómicos en México, lo cual ha generado mayor transparencia a la investigación y la posibilidad de comparar resultados producidos por distintas agencias.
El primer índice de NSE se da el año 1994, convirtiéndose en el criterio estándar de clasificación más usado en el país. El índice actual se le conoce como “Regla 13x6” clasificando en 6 niveles los hogares en México.

En 1999 se establece un protocolo denominado ESIMM (Estándar de Servicio para la Investigación de Mercados en México) que establece los requisitos sustanciales de calidad que debe observarse en toda empresa de investigación que se encuentre operando en México; mientras que en un principio se adoptaba de manera voluntaria, actualmente es requisito obligatorio para poder ingresar a la Asociación.
En el 2006 realizó un convenio con ESOMAR (European Society for Opinion and Marketing Research) para ofrecer cursos en línea ofrecidos por la Universidad de Georgia hacia 3 continentes, en el mismo año lanza otra página como medio concentrador de resultados de encuestas electorales. Para el año 2009 el concepto se amplía para incluir referencias de encuestas sobre temas sociales y del interés general. De acuerdo con el periódico La Jornada, el Instituto Federal Electoral (IFE) da a conocer nuevas disposiciones legales las cuales deberán acatar las empresas, para poder levantar encuestas por muestreo así como también de salido y/o conteos rápidos durante los procesos electorales que ocurran en México; estos cambios ocurren luego de la reforma electoral del 2008.
Parte de la función de la AMAI es lograr que todas las empresas de Marketing en México cuenten con la certificación así como también con el ISO.
La AMAI ha contado con diferentes presidentes que ocupan el cargo por un periodo de dos años, éstos son escogidos a través de una asamblea. Hasta el día de hoy, la AMAI ha contado con 9 presidentes entre los que se encuentran:
Rubén Jara 1992-1994
Abraham Nadelsticher 1994-1996
Ana Cristina Covarrubias 1996-1998
Edmundo Berumen 1998-2000
Javier Alagón 2000-2002
César Ortega de la Roquette 2002-2004
Manolo Barberena 2004-2006
Eduardo Ragasol 2006-2008
Ricardo Barrueta 2008-2010
Gabriela de la Riva 2010-2012
Luis Woldenberg Karakowsky 2012-2014
Heriberto López Romo 2014-2016
Oscar Balcázar 2016-2018
Claudio Flores 2018-2020
Desde hace 19 años la AMAI edita trimestralmente una revista y colabora en el diseño e impartición de un diplomado de Investigación de mercados en el ITAM. Hasta el 2016 la AMAI tenía alrededor de 55+ empresas afiliadas y 6 en estado de iniciantes.